# Рогатый заяц
Рогатый заяц, кро́лень или кроле́нь, иногда джекалоп (англ. jackalope от jackrabbit — «заяц» и antelope — «антилопа») или зайцелоп — вымышленное животное (химера), фигурирующее в различных фольклорных, литературных и журналистских источниках в качестве мистификации или метафоры.

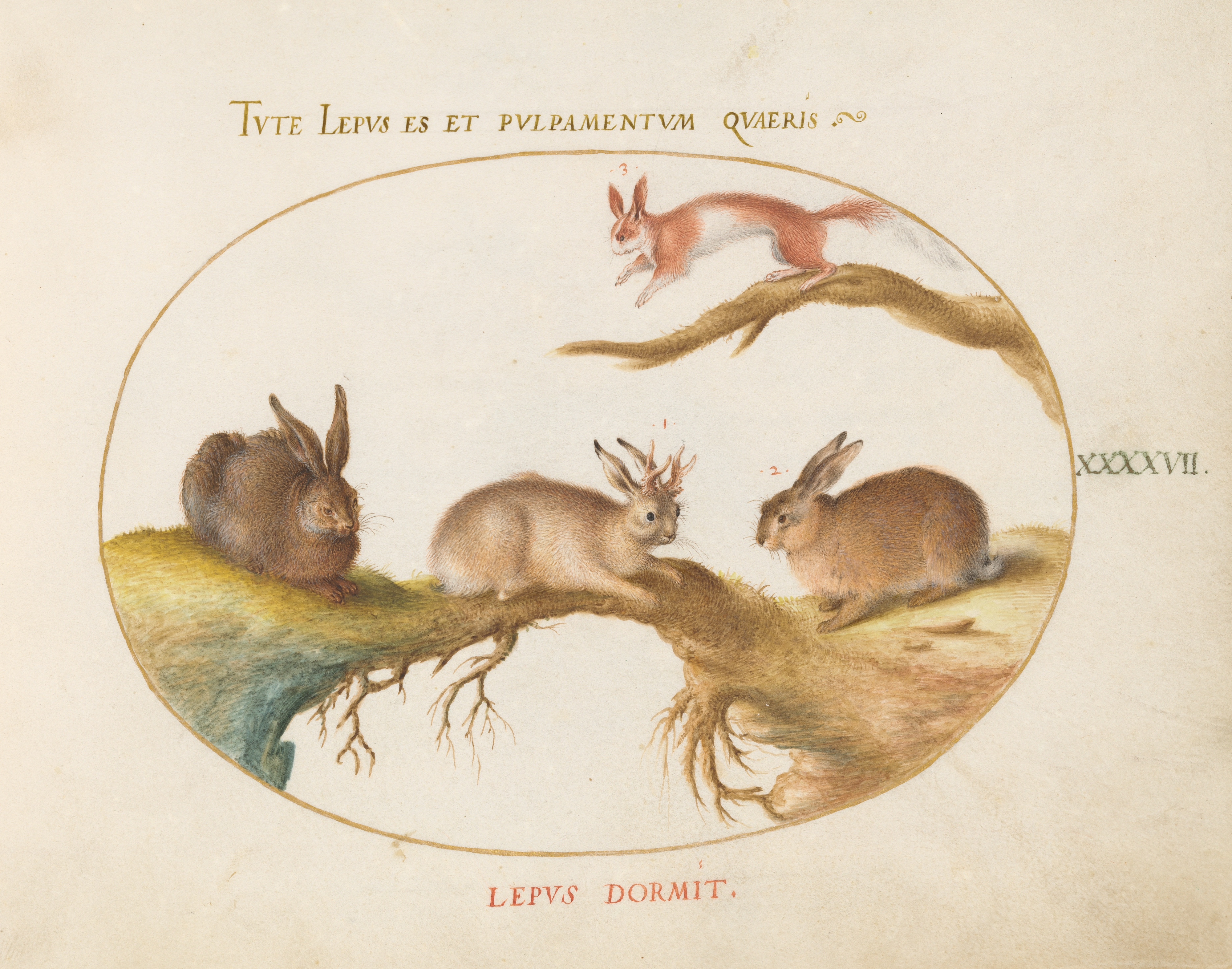
Рогатый заяц на гравюре Хуфнагеля

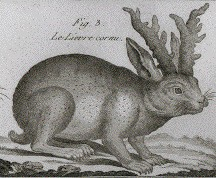
Рогатый заяц из «Энциклопедических таблиц» (гравюра Робера Бенара, середина XVIII века)

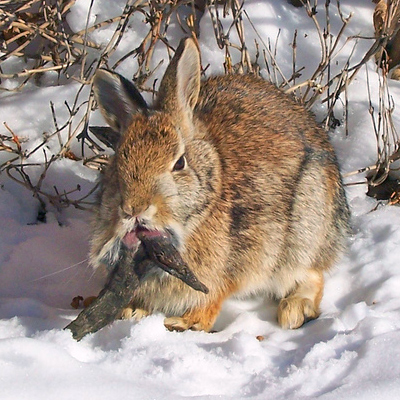
Кролик, поражённый папилломавирусом

По всей вероятности, в древности существование рогатого зайца представлялось возможным: его изображение встречается, в частности, на гравюре Йориса, или Георга, Хуфнагеля из книги «Четвероногие и рептилии» (лат. Animalia Qvadrvpedia et Reptilia; 1575) и в «Энциклопедических картинах» (фр. Tableau encyclopédique et méthodique; 1789) в разделе «Млекопитающие», составленном Пьером Жозефом Боннатерре, а также в ряде других европейских источников вплоть до XVIII века. Предполагается, что основанием для таких рисунков могли послужить особи зайцев и кроликов, поражённых специфическим кроличьим папилломавирусом, способным образовывать наросты причудливой формы на голове животного.

## Индия
Образ рогатого зайца встречается в классических буддийских текстах как пример того, что ум способен вообразить то, чего нет ни в относительной, ни в абсолютной реальности. Например, Буддапалита, наставник философской школы мадхъямака-прасангака, писал: «Мы видим, что внутренней природы не существует, как и рогов у зайца».

## США
В США рогатый заяц приобрёл особую популярность в течение XX века. Считается, что у истоков этой популярности стоял Дуглас Херрик (англ. Douglas Herrick; 1920—2003), потомственный таксидермист, в 1932 году изготовивший шутки ради первую голову кролика с рогами. В дальнейшем производство подобных сувениров в семейной мастерской Херриков исчислялось тысячами экземпляров в год, а их родной городок Дуглас в штате Вайоминг был официально объявлен столицей рогатых зайцев; в Дугласе выдаются также сувенирные лицензии на отстрел рогатых зайцев, действительные в течение двух часов после полуночи 31 июня, — при этом для получения лицензии необходимо показать IQ не выше 72 пунктов. Среди обладателей головы зайцелопа был, в частности, президент США Рональд Рейган, показывавший её гостям на своём калифорнийском ранчо. Рогатый заяц так или иначе фигурирует во многих произведениях американской культуры — в том числе в известном короткометражном анимационном фильме Бада Лаки «Барашек» (англ. Boundin', студия Pixar), номинированном в 2003 году на премию Оскар, — в русском переводе этот персонаж называется кроле́нь (слово, образованное по модели английского jackalope из слов «кролик» и «олень»).

## Германия

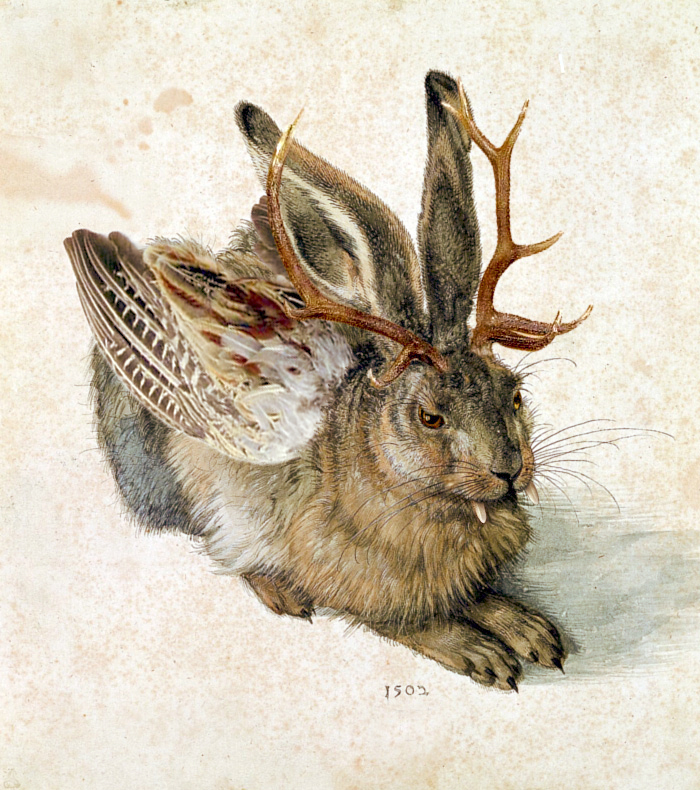
«Вольпертингер»
Шуточный коллаж, скомпонованный из известного рисунка Дюрера и элементов других изображений

Немецкая разновидность рогатого зайца называется вольпертингер (нем. Wolpertinger) и встречается, как утверждается, в Баварских Альпах, — впрочем, в этом случае гибрид зайца и оленя представляет собой лишь частный случай: под этим же названием могут упоминаться и другие животные-химеры, отдельные части которых могут принадлежать лисице , курице и многим другим характерным представителям местной фауны. Постоянная экспозиция вольпертингеров имеется в Мюнхенском музее охоты и рыболовства.
Первое упоминание вольпертингера в немецких письменных источниках относится к первым публикациям сказок братьев Гримм в 1753 году.

## Россия

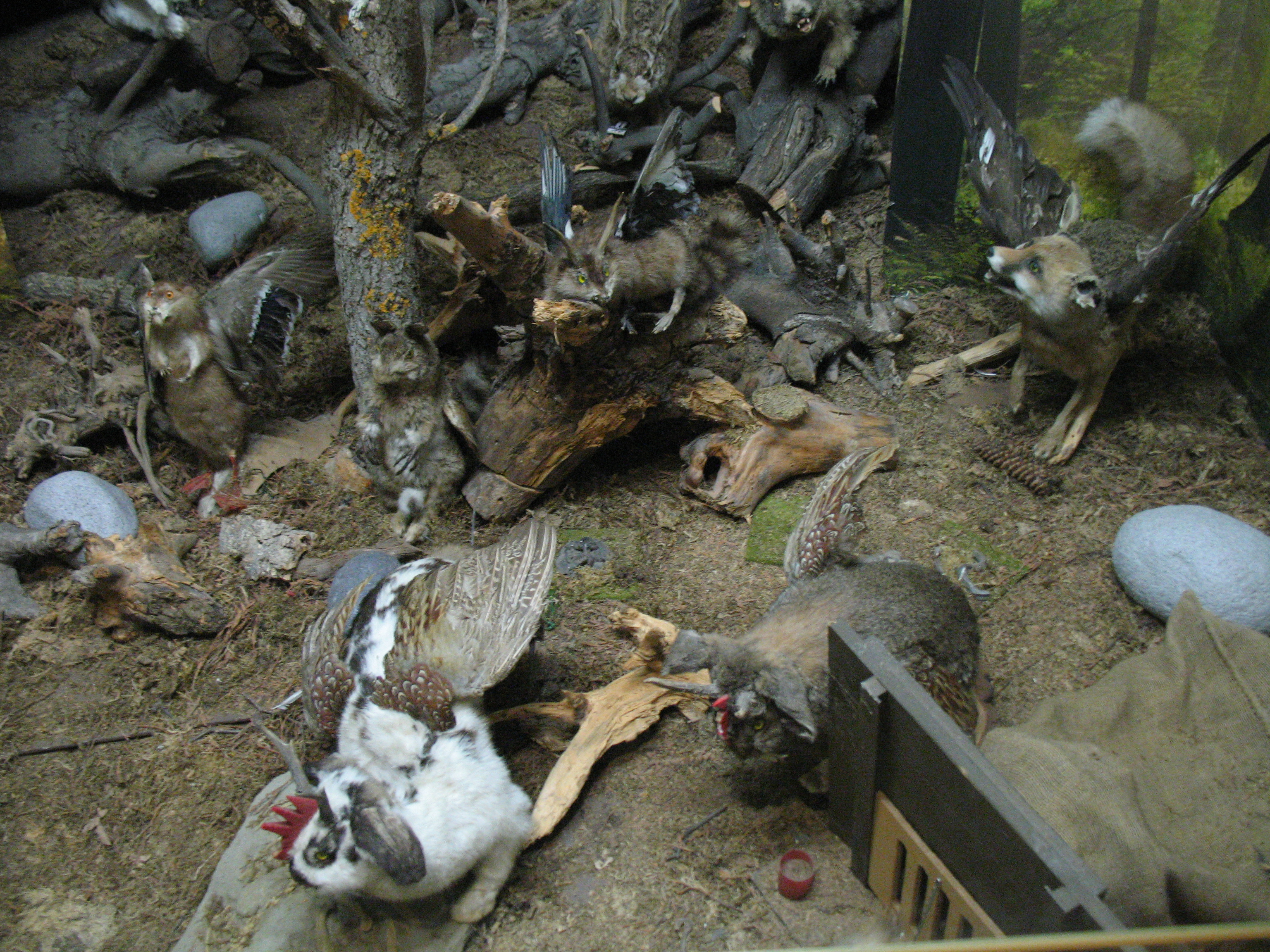
Рогатые зайцы и другие химерные чучела в, Мюнхен

В русской культуре образ рогатого зайца широко популяризировал публицист Александр Зиновьев — писавший, в частности:

В охотничьем музее в Мюнхене были выставлены чучела фантастических животных, скомбинированные из частей различных реальных животных. Среди них — чучело зайца с оленьими рогами. Этот рогатый заяц всплыл в моём сознании, когда я стал изучать формирование социальной организации России после антикоммунистического переворота, произошедшего в годы горбачёвско-ельцинского правления. Я установил, что эта социальная организация создавалась как гибрид советизма (коммунизма), западнизма и национально-русского (дореволюционного) фундаментализма, — как нечто вроде социального рогатого зайца.